# Paroecobius nicolaii
Espèce
Paroecobius nicolaii est une espèce d'araignées aranéomorphes de la famille des Oecobiidae.

## Distribution
Cette espèce est endémique de la province du Limpopo en Afrique du Sud,.

## Publication originale
- Wunderlich, 1995 : Beschreibung der zweiten Art der Gattung Paroecobius Lamoral 1981 aus Süd-Afrika (Arachnida: Araneae: Oecobiidae). Beiträge zur Araneologie, vol. 4, p. 581-584.